# Посецельская, Екатерина Георгиевна
Екатерина Георгиевна Посецельская (род. 7 августа 1965, Ленинград) — график, художник книги, живописец.

## Биография
Екатерина Посецельская училась в специализированной школе № 190 (Ленинград). Впоследствии окончила отделение художественного текстиля ЛВХПУ им. В.И. Мухиной, (1988). Посецельская член секции графики Санкт-Петербургского Союза художников и Санкт-Петербургского Творческого союза художников (IFA); Международной ассоциации искусствоведов (АИС); Ассоциации художников Фонда Тейлора (Франция). Ведущее место в творчестве художницы занимает графика, в последние годы большая часть крупноформатных работ создается ей на бумаге в технике сухой пастели. Работает она и в печатной графике (литография) Также она сотрудничает с крупными издательствами, занимаясь иллюстрированием и книжным дизайном.
Посецельская — один из участников крупного группового проекта в формате книги художника — Город как субъективность художника (2018-2020).
Посецельская — обладатель золотой и трех серебряных медалей в номинации «Графика» Международной федерации художников (IFA). Также она лауреат приза им. Максима Жуана (Фонд Тейлора, Париж) и премии Международной триеннале графики (СПб). Награждена дипломом за лучшую графическую работу (85 лет ЛОСХа, ЦВЗ Манеж, 2017); диплом лауреата Образ книги в номинации лучшие иллюстрации к произведениям художественной литературы (Вита Нова, 2023), за иллюстрации к "Книге пророка Даниила" (Вита Нова, 2017) и роману "Козлиная песнь" Константина Вагинова (Вита Нова, 2020).
..Екатерина Посецельская пишет Санкт-Петербург все же не в манере известных любителям живописи французов, а, кажется, итальянцев эпохи Возрождения. Так, что здесь не уделено место подробностям, оттенкам, а передано общее настроение, даже ощущение, но без манерности и эскизности импрессионистов. Санкт-Петербург в ее работах, как можно подумать, город действительно таинственный, метафизический, даже тайный, хотя и не без волшебства и загадки. В нем есть одухотворенность, есть воздух и свет, и, что самое главное, этот город немного надмирный, в чем-то по-итальянски вечный, хотя нет здесь слепящего южного солнца, а заметна чуть зыбкая, туманная, как бы размытая перспектива планов и ракурсов.
Чтобы дорожить городом, где живешь не одно десятилетие, мало в нем родиться. Надо быть или стать наяву или в душе – художником, как Екатерина Посецельская, петербурженка по мироощущению и таланту.
Екатерина Посецельская экспонент персональных выставок, демонстрировавшихся в галереях Лондона (Галерея SAAS), Парижа, Реймса, Орлеана, Менга, Москвы и Санкт-Петербурга.
Также художница является участником приблизительно 300 групповых выставок в России и за рубежом; в том числе: Салон независимых, Салон рисунка и акварели, Салон французских художников (Гран-Пале, Париж), салон ARTCITÉ (Фонтене-су-Буа, Франция).
Живёт и работает в Санкт-Петербурге.

## Галерея

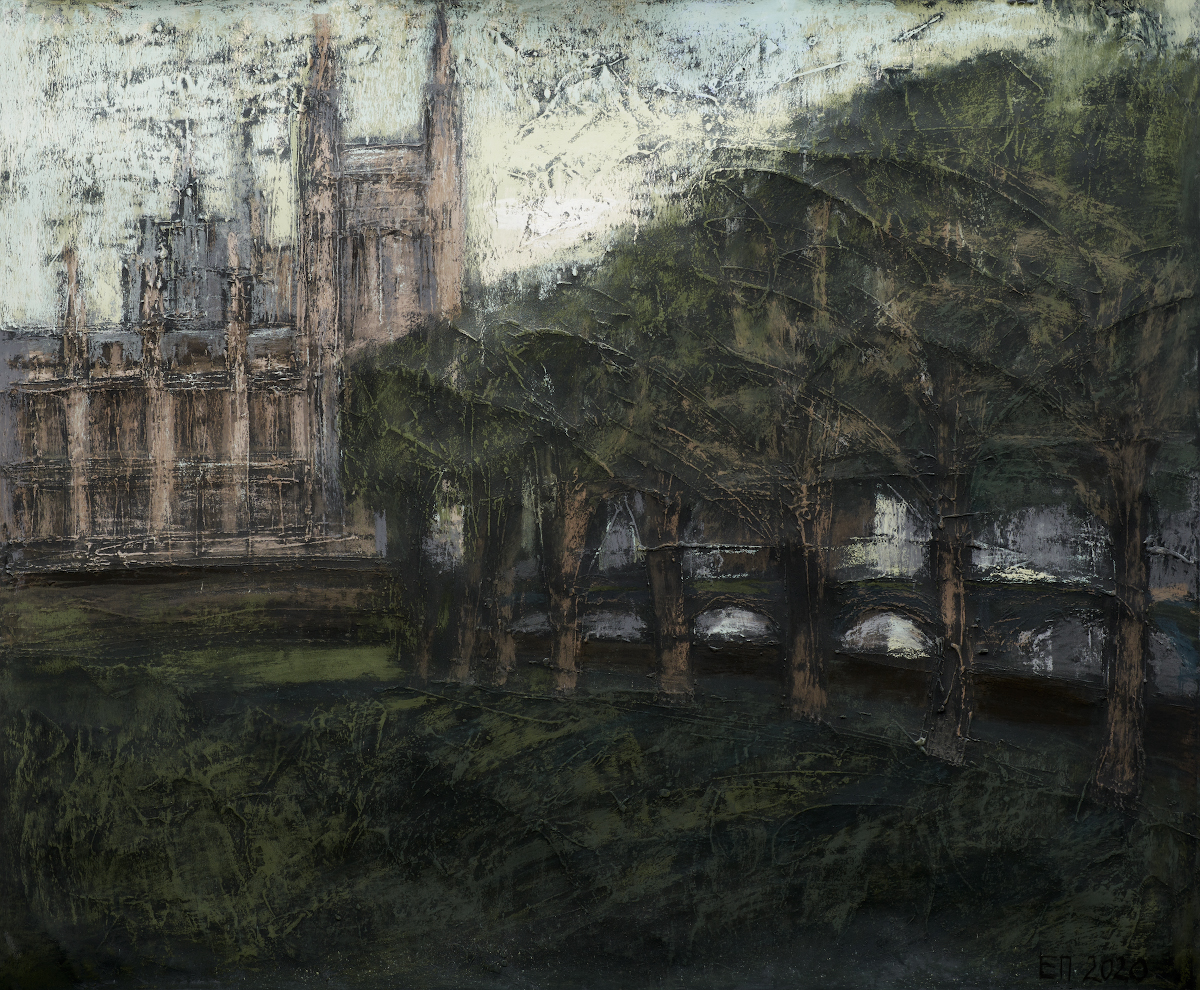
Сумерки. Вестминстер. 120 х 100 см, б., акрил, пастель.
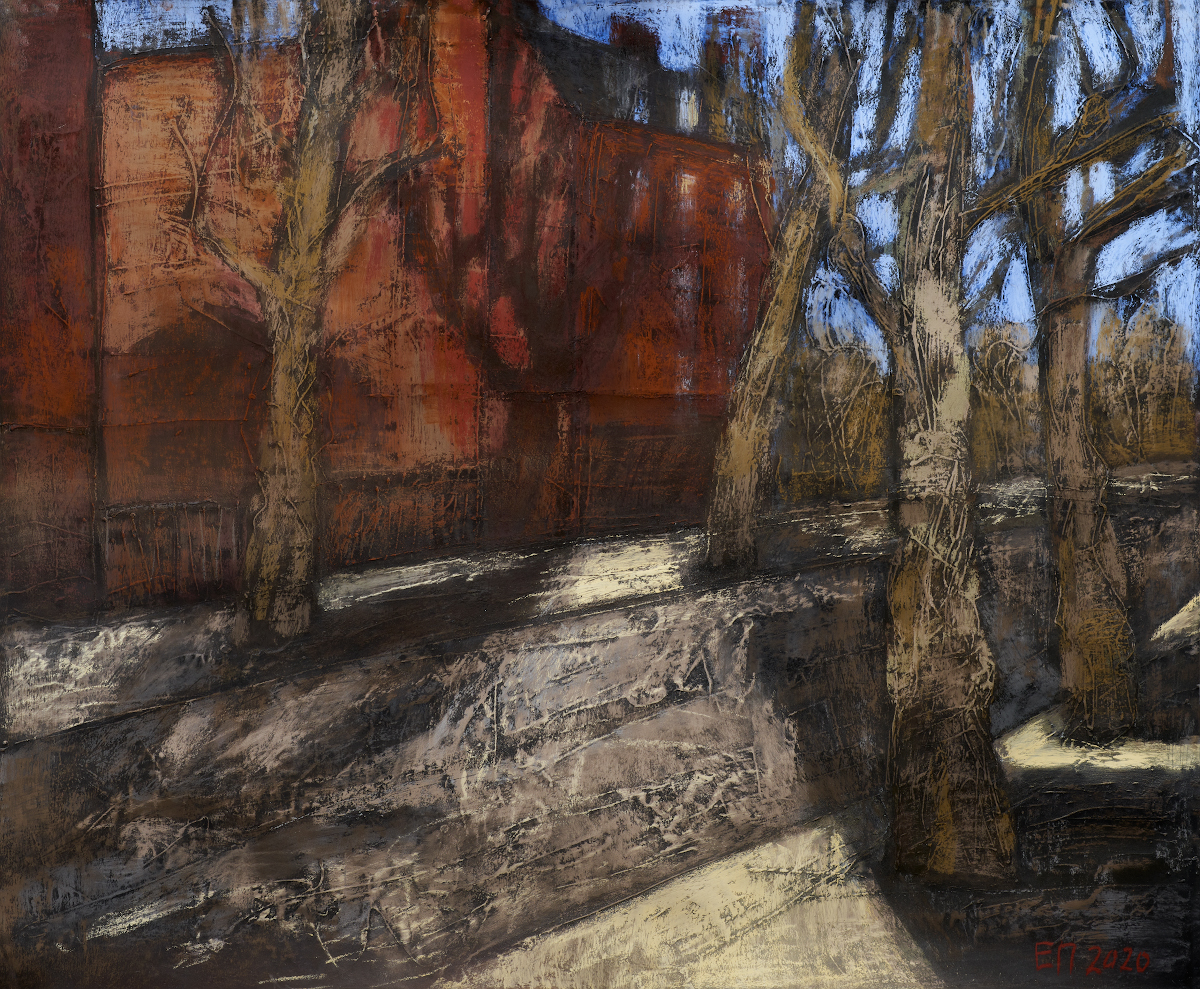
Солнечный день в Лондоне #1. 120 х 100 см, б., акрил, пастель.
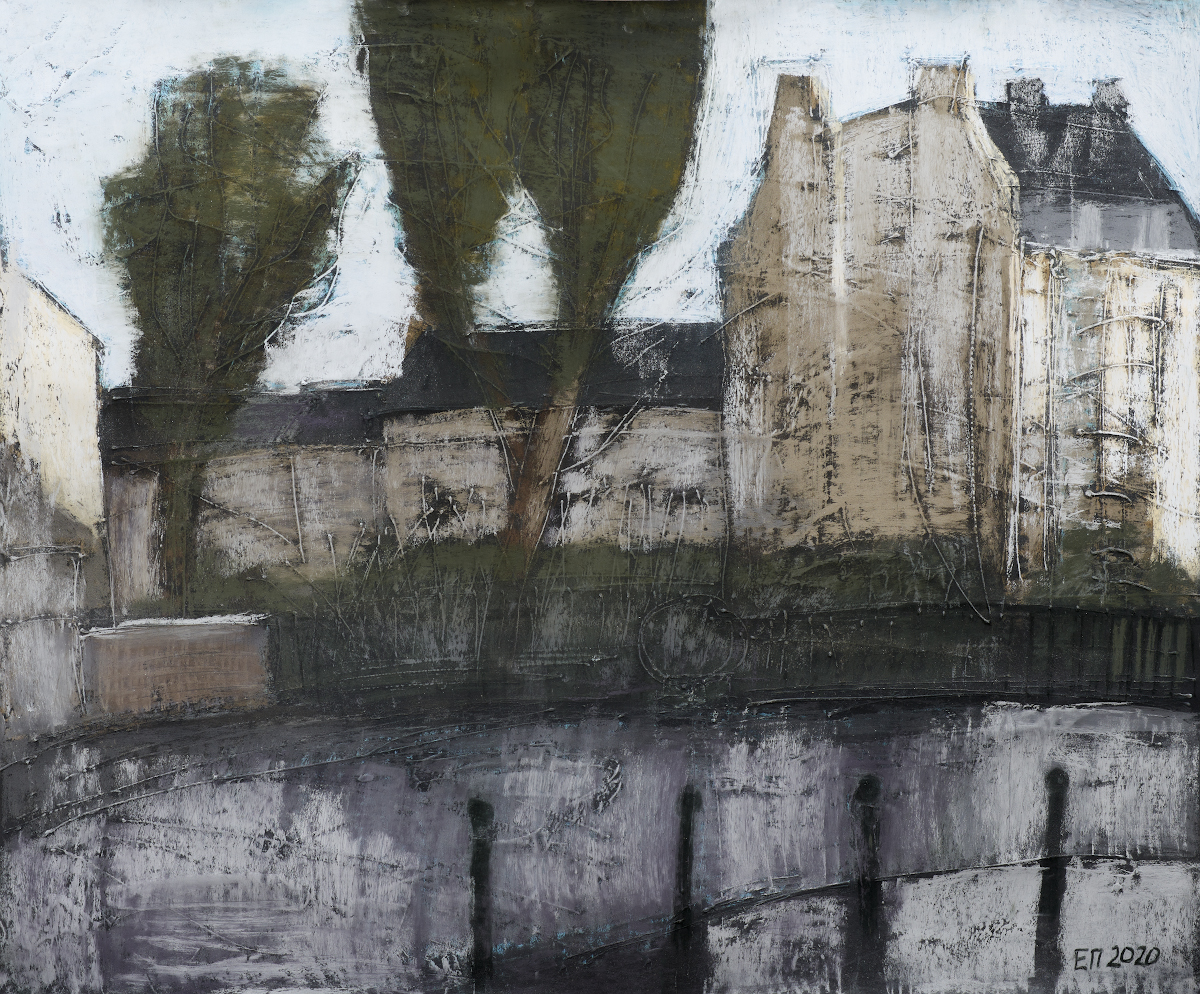
Париж после дождя. 120 х 100 см, б., акрил, пастель.
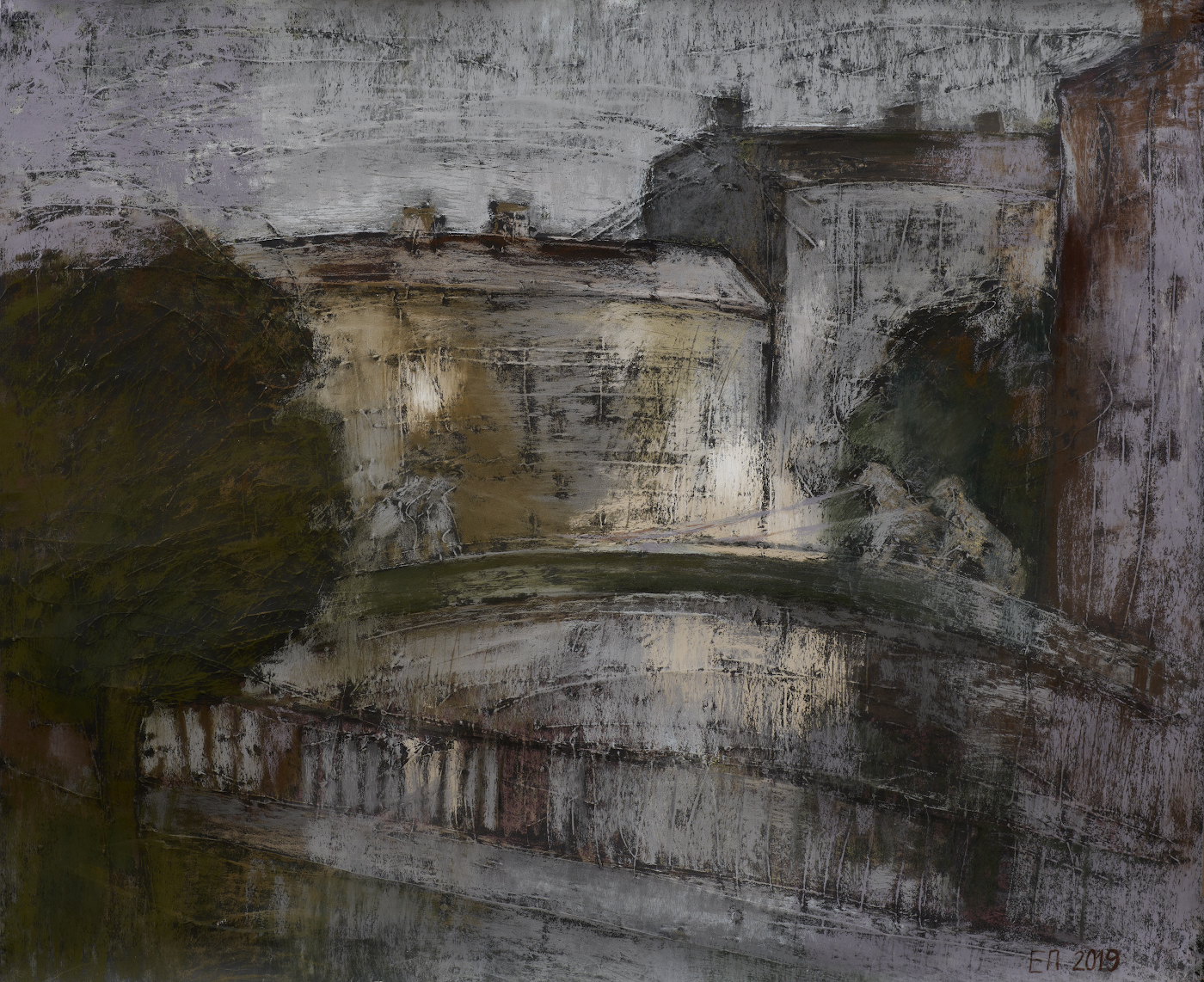
Ночь на канале Грибоедова. Львиный мостик. 120 х 100 см, б., акрил, пастель.
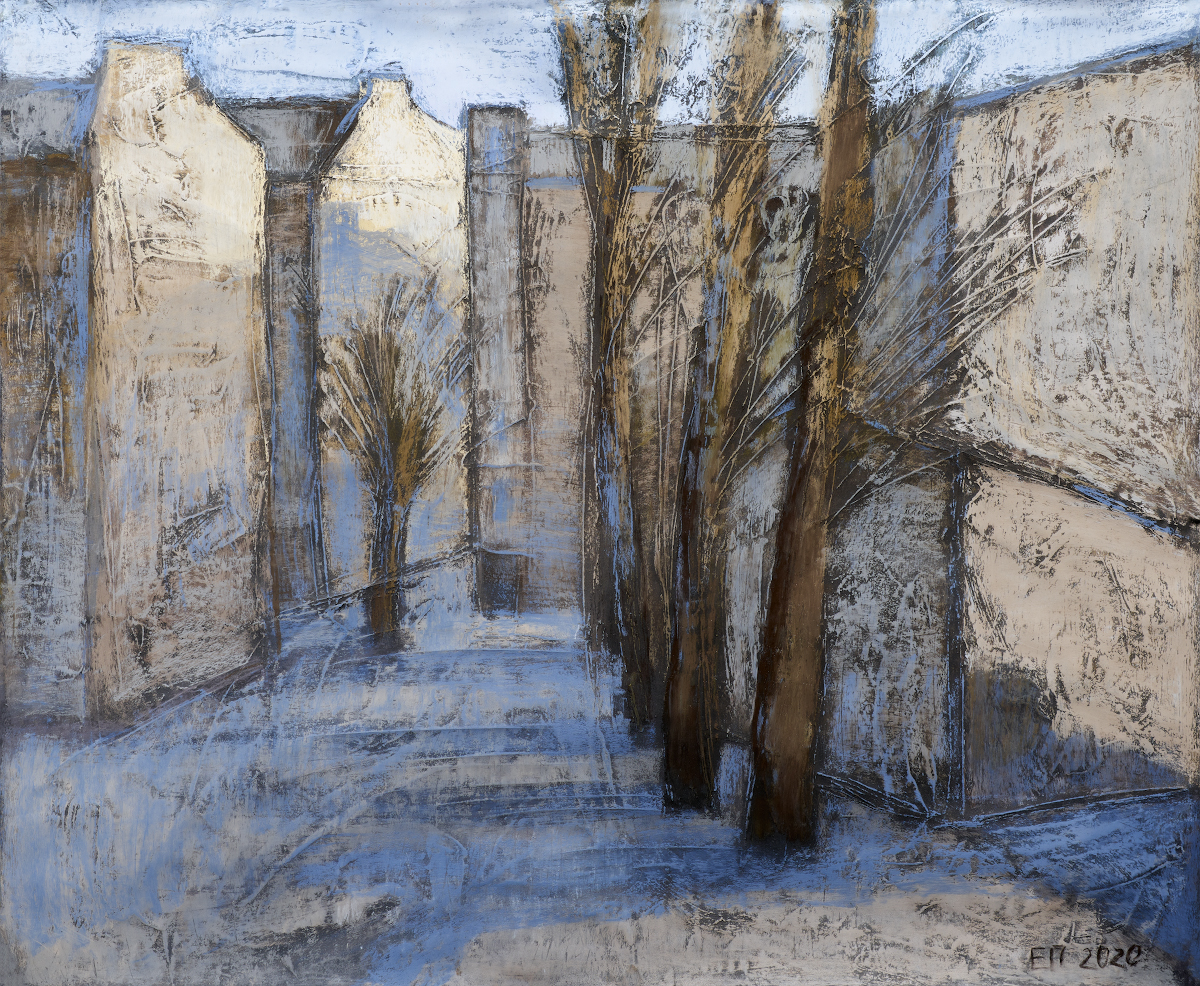
Апрельское солнце. 120 х 100 см, б., акрил, пастель.
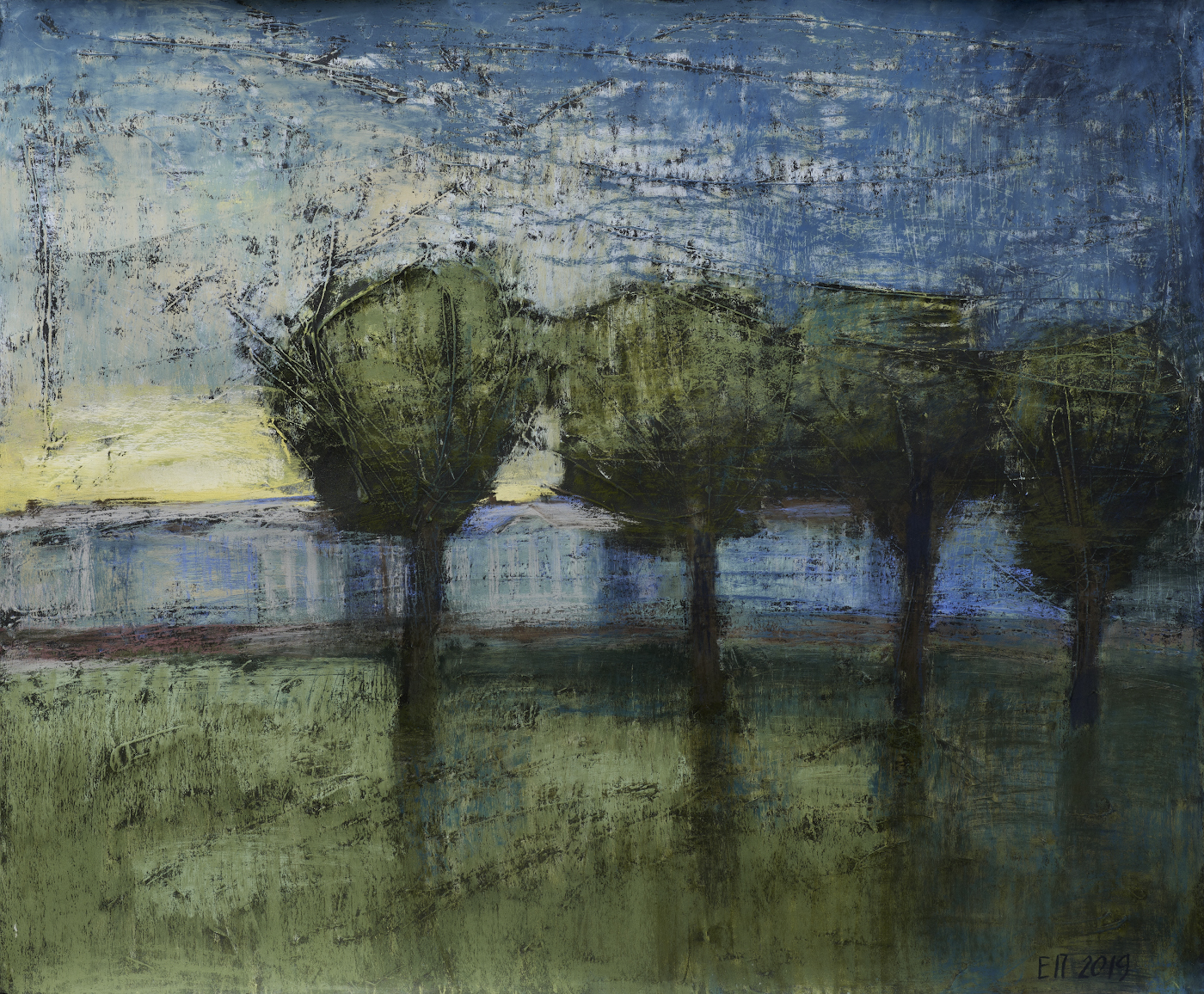
Вид на закат со стрелки Васильевского острова.120 х 100 см, б., акрил, пастель.
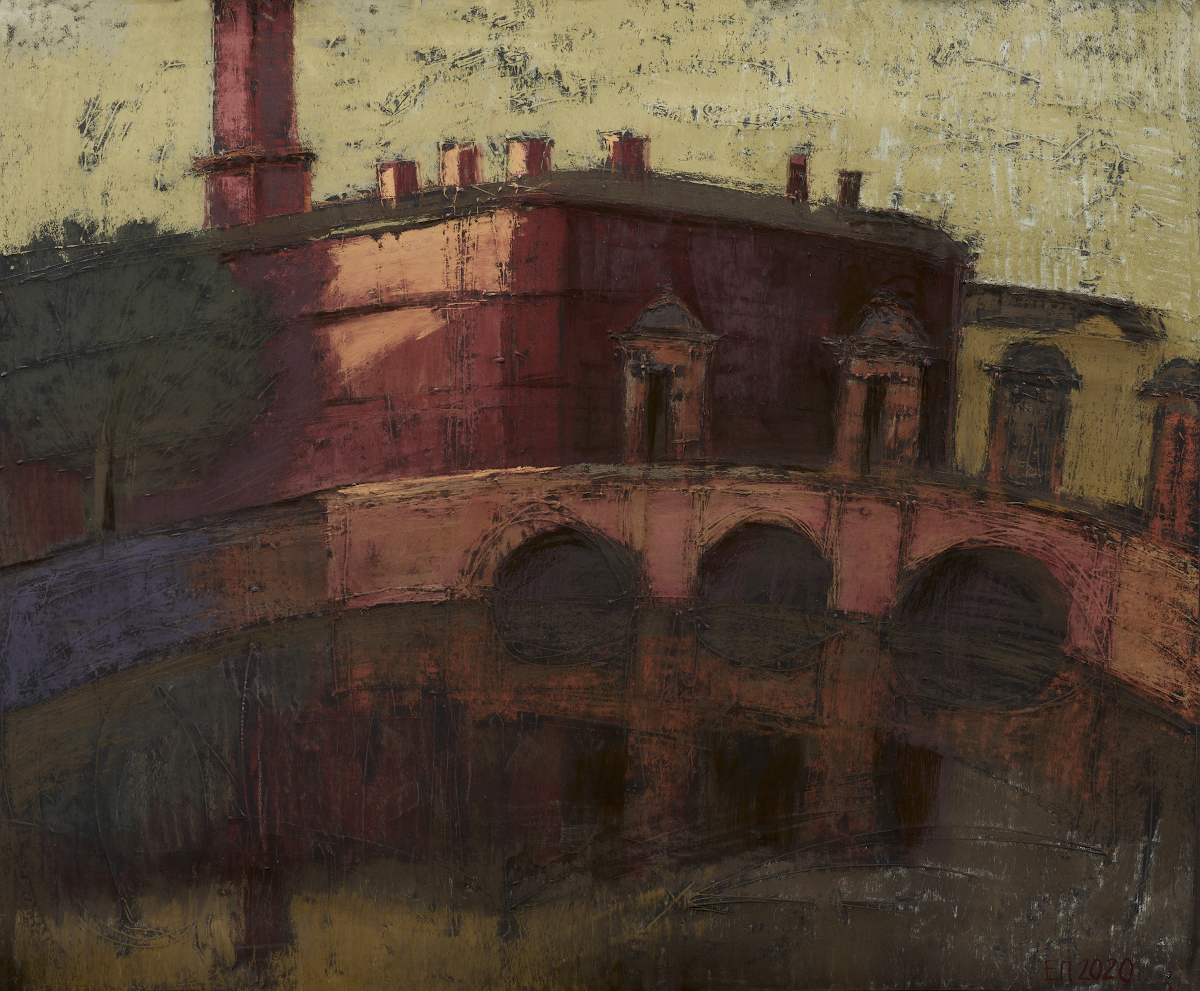
Летний вечер. 120 х 100 см, б., акрил, пастель.

## Музейные собрания
- Эрмитаж (Санкт-Петербург);

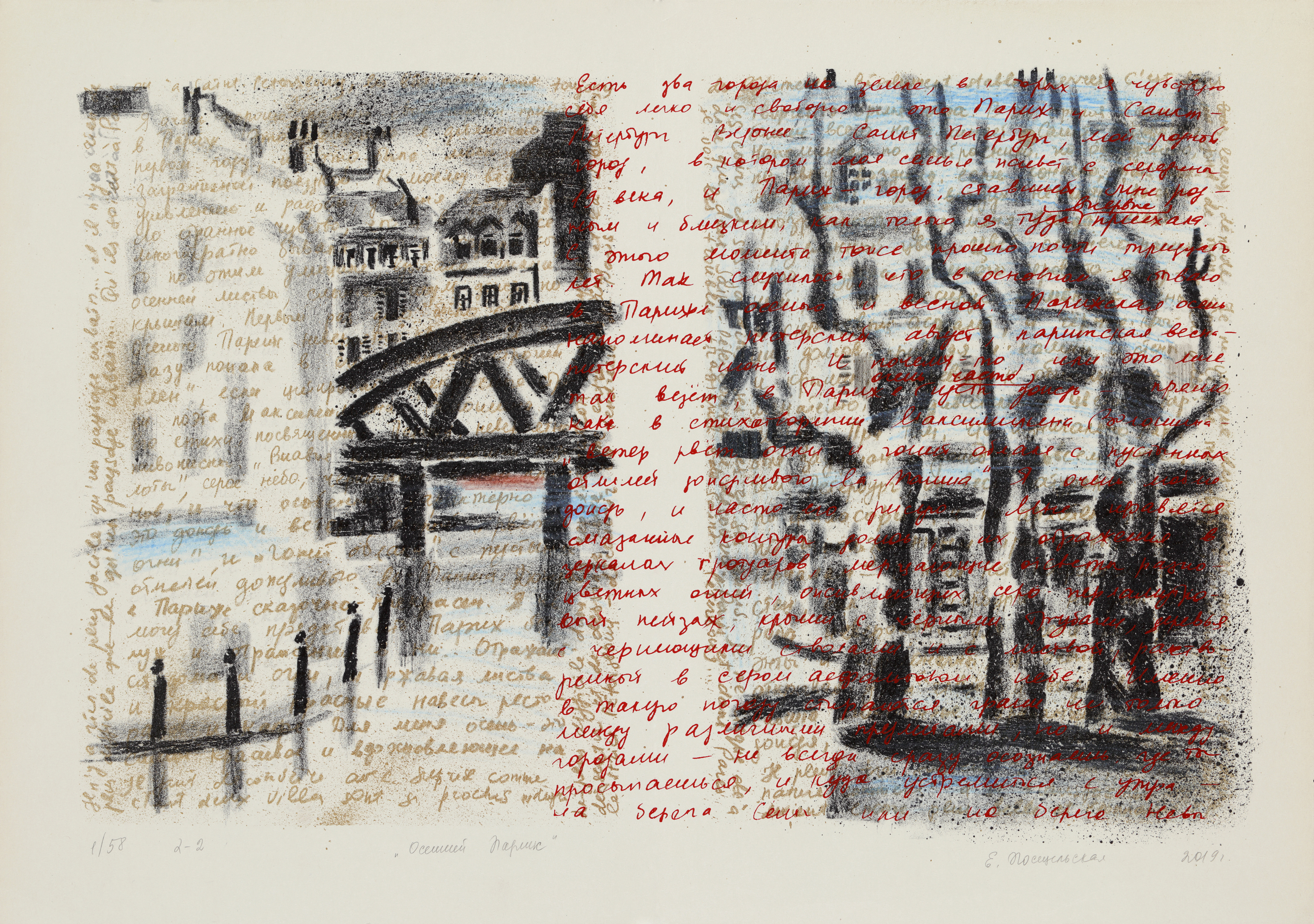
Осенний Париж (для проекта Город как субъективность художника). 2019-2020, 420 х 594 мм, б., цв. литография, шелкография, цв. карандаши.

- Государственный Русский музей. Отдел гравюры XVIII—XXI вв.
- Музей изобразительных искусств Республики Карелия (Петрозаводск);
- Государственный музейное объединение Художественная культура Русского Севера (Архангельск);
- Тульский областной художественный музей;
- Мурманский областной художественный музей;
- Царскосельская коллекция (Пушкин);
- Музей Анны Ахматовой в Фонтанном доме (Санкт-Петербург).
- Рязанский государственный областной художественный музей имени И. П. Пожалостина;
- Национальная галерея Республики Коми (Сыктывкар).